# Микуланинець Стефан Миколайович
Стефан Миколайович Микуланинець (23 березня 1903, село Лінці, тепер Ужгородського району Закарпатської області — 1978, місто Ужгород) — український радянський діяч, лікар, завідувач Закарпатського обласного відділу охорони здоров'я. Депутат Верховної Ради УРСР 2-го скликання (1947—1951). Кандидат медичних наук (1955).

## Біографія
Народилася у родині греко-католицького священика села Лінці. Початкову народну школу закінчив у рідному селі. Продовжував навчання в державній гімназії міста Ужгорода, яку закінчив у 1921 році. Восени 1921 року вступив до Празького університету вивчати медицину. У 1921—1926 роках — студент медичного факультету Празького університету.
У 1927 році, одержавши диплом доктора медичних наук, проходив інтернатуру в Першій клініці міста Праги. Здобув спеціалізацію із внутрішніх хвороб. Восени 1930 року розпочав працювати практикуючим лікарем.
У 1930—1933 роках — фаховий терапевт страхувальної каси приватних службовців у місті Празі. У листопаді 1933 року для вдосконалення спеціалізації був направлений на два тижні в клініку міста Брно (Чехословаччина) і на тиждень до Варшави (Польща).
У 1934 році Міністерством охорони здоров'я Чехословаччини переведений до Ужгорода. У 1934—1938 роках — головний лікар Народного Дому Здоров'я міста Ужгорода в Підкарпатській Русі. Займався організацією лікувальної справи, профілактичною та санітарно-освітньою роботою серед населення краю, здобув славу «народного лікаря».
У кінці 1938 року, після Віденського арбітражу, коли Чехословаччина передала місто Ужгород Угорщині, переїхав працювати в Карпатський Севлюш (тепер — місто Виноградів). 1 березня 1939 року був призначений керівництвом Карпатської України повіреним керівником лікарні, що була евакуйована з міста Мукачева до замку Берегвар, у село Чинадієво на Мукачівщині.
Під час окупації Закарпаття угорськими військами у 1939—1944 роках працював лікарем-ординатором в окружній лікарні міста Севлюш. У листопаді 1944 року арештовувався радянською владою, але через декілька тижнів був звільнений із ув'язнення.
У 1944—1946 роках — директор Севлюської (Виноградівської) міської лікарні. У березні 1946—1947 роках — директор Виноградівської державної окружної лікарні і завідувач терапевтичного відділення лікарні. Член Виноградівського окружного виконавчого комітету. Член ВКП(б).
13 червня 1947 — 1958 року — завідувач Закарпатського обласного відділу охорони здоров'я та завідувача туберкульозного відділу Ужгородської лікарні за сумісництвом. У 1955 році захистив кандидатську дисертацію на тему «Розвиток охорони здоров'я в Закарпатській області».
У 1958—1963 роках — обласний терапевт Закарпатської області.
З 1963 року — доцент кафедри соціальної гігієни та організації охорони здоров'я медичного факультету в Ужгородському державному університеті. З кінця 1960-х років очолював Закарпатські обласні курси підвищення кваліфікації лікарів.

## Нагороди
- орден «Знак Пошани» (23.01.1948)
- медаль «За доблесну працю»
- значок «Відмінник охорони здоров'я»